# الدين في العصر البارثي
الدين في العصر البارثي ( بالفارسية: دین در دوران اشکانی) على الرغم من الدراسات المستمرة التي يجريها علماء الآثار، فإن السمات الدينية للإيرانيين في العصر البارثي، شأنها شأن العديد من القضايا الاجتماعية والاقتصادية الأخرى في ذلك العصر، لم تُوضَّح بعد. ويبدو أن البارثيين، كسائر الشعوب البدائية، عبدوا في البداية عناصر طبيعية كالشمس والقمر والنجوم. ولم يعتنق البارثيون دينًا محددًا بعد دخولهم إيران.

## تمهيد
کانت الإمبراطورية البارثية، لكونها غير متجانسة ثقافيًا وسياسيًا، لديها مجموعة متنوعة من الأنظمة والمعتقدات الدينية، وأكثرها انتشارًا هي تلك المخصصة للعبادات اليونانية والإيرانية.ومع وجود أقلية من اليهودوالمسيحيين الأوائل ولكن كان معظم البارثيين متعددي الآلهةوغالبًا ما تم خلط الآلهة اليونانية والإيرانية معًا كواحد. على سبيل المثال، غالبًا ما كان يتم مساواة زيوس بأهورا مازدا ، وهاديس ,بأهريمان ، وأفروديت وهيرا بأناهيتا ، وأبولو بميثرا ، وهرمس شمش وبصرف النظر عن الآلهة والإلهات الرئيسية، كان لكل مجموعة عرقية ومدينة آلهتها المعينة الخاصة بهاويشير الفن البارثي إلى أن الملوك الأرشكيين اعتبروا أنفسهم آلهة؛ ربما كانت عبادة الحاكم هذه هي الأكثر انتشارًا

## عبادة مثيرا
وقدم المستشرق وأستاذ لتاريخ الأديان جيف فيدينجرين أدلة تظهر أن معتقدات وتقاليد عبادة مثيرا التي تشكلت بين مجتمع درانجيانا ( ولاية اخمينية وثم اصبحت تحت سيطرة البارثيين )، انتشرت بسرعة في جميع أنحاء المنطقة تماشياً مع نمو نضالات الاستقلال لمجتمعات الهضبة الإيرانية الشرقية ضد هيمنة البلاط السلوقي ، وأن الملوك الإقطاعيين الحاكمين، حتى من النوع المحلي (وخاصة مؤسسي السلالات الملكية) ، كانوا يُعبدون بين المجتمعات الشبيهة بالعبيد التي تعتمد عليهم باعتبارهم الملك المنقذ وتجسيدًا لمثيرا. إن الإيمان العميق والانضباط الحديدي الذي يحكم ديانة عبادة مثيرا ، وتكيف خصائصها المحاربة مع الظروف السياسية والاجتماعية والعسكرية السائدة في المنطقة، أدى إلى توسع كبير وسريع لمبادئ الديانة المذكورة بين المجتمعات المذكورة. وقد أعدت هذه المجتمعات والملوك الإقطاعيون الذين حكموها، معتمدين على المعتقدات التي كانت تحكم الديانة المهرية، انتفاضات تسعى إلى الاستقلال ضد الحكم السلوقي للمنطقة، وأنهت في نهاية المطاف عصر سيطرة البلاط المذكور واليونانيين تحت حمايته على مصادر ثرواتهم، وتحققت الوحدة والتكامل السياسي والعسكري في ظل مركز قبيلة "البارثيين" القوية

## كاريوس
كان كاريوس اله بارثي. وقد كان معروفا من خلال النقوش والكتابات القديمة التي وجدت في مدينة الوركاء في العراق. ولقد كان هناك أيضا معبد كاريوس وتم بناؤه في محافظة المثنى في منطقة وقضاء الوركاء، والذي ربما كان مكرساً لعبادة هذا الإله في العراق.

## انظر ايضا
- الدين في العصر الأخميني
- الدين في العصر الساساني